# George Bennions
Pour les articles homonymes, voir Bennion.
George Herman « Ben » Bennions, né le 15 mars 1913 à Burslem et mort le 30 janvier 2004, est un officier britannique de la Royal Air Force (RAF).
Durant la bataille d'Angleterre pendant la Seconde Guerre mondiale, il est l'un des pilotes de Supermarine Spitfire les plus en vue.
Le 23 septembre 1940, il a probablement abattu Hans-Joachim Marseille sur la Manche. Marseille a cependant survécu, et atteindra 158 victoires notamment en Afrique du Nord.
Il est décoré de la Distinguished Flying Cross.